# Tab Hunter
Tab Hunter (született Arthur Andrew Kelm) (New York-Manhattan, 1931. július 11. – Santa Barbara, Kalifornia, 2018. július 8.) amerikai színész, énekes, producer és író. Több mint 40 filmben szerepelt, az 1950-es és 1960-as évek ismert hollywoodi szívtiprója volt, aki szőke, jólfésült megjelenéséről volt ismert.

## Magánélete
Hunter 2005-ben megjelent, Tab Hunter Confidential: The Making of a Movie Star (társszerző: Eddie Muller) címet viselő önéletrajza felkerült a New York Times bestseller listájára.
A könyvben Hunter felvállalta, hogy meleg, megerősítve a róla évtizedek óta keringő pletykákat. William L. Hamilton a The New York Times szerzője szerint a Hunter Debbie Reynoldshoz and Natalie Woodhoz fűződő viszonyáról szóló korabeli tudósítások kizárólag a filmstúdiók marketingcélokat szolgáló kitalációi voltak. Erről az időszakról Hunter így ír könyvében: "Ez nagyon nehéz volt nekem, mert akkoriban kettős életet éltem. Megvolt a magánéletem, amiről soha senkivel nem beszéltem. És a hollywoodi életem, amely arról szólt, hogy előbbre jussak és sikeres legyek ..." A sztár hangsúlyozta: "a 'meleg' szó ... akkoriban egyáltalán nem forgott közszájon, ha valaki nekem szegezte volna a kérdést, biztos kiakadok. Teljes tagadásban éltem. Nem éreztem otthon magam Hollywood világában, csak a munkára fókuszáltam." "Nagyon sokat írtak a szexualitásomról, a sajtó nagyon kegyetlen volt" mondta a színész, de "a mozilátogatók az általam játszott szomszéd srácból lett matrózt, a cowboyt, a szívtiprót akarták a szívükbe zárni."

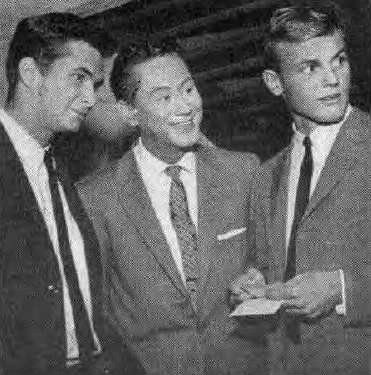
Tab Hunter (right) with Anthony Perkins and Peter Potter on the TV show Juke Box Jury (1957)

Hunter éveken keresztül élt párkapcsolatban a színész Anthony Perkinsszel és a műkorcsolyázó Ronnie Robertsonnal, majd Allan Glaser filmproducerben talált társra, akivel 35 éven keresztül éltek együtt, és később össze is házasodtak.

### Halála
Három nappal 87. születésnapja előtt hunyt el mélyvénás trombózis következtében kialakuló szívelégtelenségben. Glaser szerint Hunter halála "hirtelen és váratlan volt." 

## Slágerei
- Young Love (1956)
- Red Sails in the Sunset (1957)
- Ninety-Nine Ways (1957)
- Don't Get Around Much Anymore (1957)
- Jealous Heart (1958)
- (I'll Be with You) In Apple Blossom Time (1959)
- There's No Fool Like A Young Fool (1959)

## Filmjei
- The Lawless (1950)
- The Island of Desire (1952)
- Pisztolyöv (Gun Belt) (1953)
- The Steel Lady (1953)
- Return to Treasure Island (1954)
- Track of the Cat (1954)
- Csatakiáltás (Battle Cry) (1955)
- Tengeri vadászat (The Sea Chase) (1955)
- Forró hegyek (The Burning Hills) (1956)
- The Girl He Left Behind (1956)
- Hans Brinker and the Silver Skates (1958, tv-film)
- Lafayette Escadrille (1958)
- Gunman's Walk (1958)
- Átkozott jenkik (Damn Yankees) (1958)
- That Kind of Woman (1959)
- They Came to Cordura (1959)
- The Tab Hunter Show (1960–1961, tv-sorozat, 32 epizódban)
- The Pleasure of His Company (1961)
- L'arciere delle mille e una notte (1962)
- Operation Bikini (1963)
- Ride the Wild Surf (1964)
- Troubled Waters (1964)
- City Under the Sea (1965)
- A megboldogult (The Loved One) (1965)
- Birds Do It (1966)
- El dedo del destino (1967)
- Ellenséges fegyverek (Hostile Guns) (1967)
- La vendetta è il mio perdono (1968)
- Scacco internazionale (1968)
- No importa morir (1969)
- Hacksaw (1971, tv-film)
- Sweet Kill (1972)
- Roy Bean bíró élete és kora (The Life and Times of Judge Roy Bean) (1972)
- The Timber Tramps (1975)
- Ellery Queen (1976, tv-sorozat, egy epizódban)
- Won Ton Ton, Hollywood megmentője (Won Ton Ton, the Dog Who Saved Hollywood) (1976)
- Szerelemhajó (The Love Boat) (1977, tv-sorozat, egy epizódban)
- Katie: Portrait of a Centerfold (1978, tv-film)
- The Kid from Left Field (1979, tv-film)
- Charlie angyalai (Charlie's Angels) (1980, tv-sorozat, egy epizódban)
- Poliészter (Polyester) (1981)
- Akciócsoport (Strike Force) (1981, tv-sorozat, egy epizódban)
- A sátán keze (Pandemonium) (1982)
- Grease 2. (1982)
- And They Are Off (1982)
- Lust in the Dust (1985)
- Cameron's Closet (1988)
- Out of the Dark (1988)
- Groteszk (Grotesque) (1988)
- Dark Horse (1992)